# Eurrhyparodes bracteolalis
Eurrhyparodes bracteolalis is een vlinder uit de familie van de grasmotten (Crambidae). De wetenschappelijke naam van deze soort is voor het eerst voorgesteld als Botys bracteolalis door Philipp Christoph Zeller in een publicatie uit 1852.

## Verspreiding
De soort komt voor in:
- het Afrotropisch gebied: Oman, Kameroen, Congo-Kinshasa, Rwanda, Tanzania, Mozambique, Zuid-Afrika, Madagaskar, Réunion, Mauritius,
- het Oriëntaals gebied: India, Sri Lanka, Nepal, Bhutan[1], Bangladesh[1], Myanmar[1], Taiwan, Thailand[2], Maleisië[1], Indonesië (Java, Sulawesi, Sumatra),
- het Australaziatisch gebied: Nieuw-Guinea, Australië,
- het Palearctisch gebied: China, Japan.

## Waardplanten
De rups leeft op Oryza sativa (Poaceae), Solanum melongena (Solanaceae)